# Orodes II của Parthia

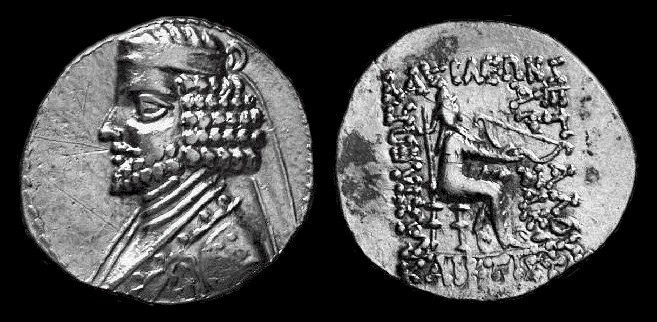
Tiền xu mang hình Orodes II

Orodes II của Parthia (còn gọi là Hyrodes Anaridius) là vua của Đế quốc Parthia từ năm 57-38 trước Công nguyên. Orodes là một con trai của Phraates III, người mà ông đã sát hại vào năm 57 trước Công nguyên, với sự hỗ trợ của em trai ông Mithridates. Ông kết hôn với một công chúa Hy Lạp từ Vương quốc Commagene, được gọi là Laodice một con gái của vua Antiochus I Theos của Commagene và nữ hoàng Isias Philostorgos của Commagene.
Em trai ông Mithridates đã được ban cho làm vua của Media, nhưng ngay sau đó ông bị trục xuất bởi Orodes và bỏ chạy vào Syria. Từ đó ông xâm chiếm vương quốc Parthia, nhưng có trị vì một thời gian ngắn vào năm 55 trước Công nguyên và đã bị bao vây bởi Surena, tướng của Orodes, ở Seleucia trên bờ sông Tigris, và sau một cuộc kháng cự kéo dài đã bị bắt và bị giết.
Trong khi đó, Tướng La Mã Marcus Licinius Crassus đã bắt đầu nỗ lực của mình để chinh phục phía đông, nhưng ông đã bị đánh bại và giết chết vào năm 53 TCN trong trận Carrhae bởi Surena, trong khi Orodes mình xâm chiếm Armenia và buộc vua Artavasdes, con trai của Tigranes Đại đế, từ bỏ những người La Mã. Bằng chiến thắng tại Carrhae, các quốc gia phía đông của sông Euphrates đã được bảo vệ bởi người Parthia. Trong năm tới họ xâm lược Syria, nhưng với rất ít thành công, cho Surena, người có chiến công đã làm cho ông ta trở nên quá nguy hiểm, đã bị giết bởi Orodes, và Pacorus, con trai của nhà vua đã bị đánh bại bởi Cassius năm 51 trước Công nguyên.
Trong cuộc nội chiến La Mã lần thứ nhất, Parthia ở cùng phe với Pompey và sau đó với Brutus và Cassius, nhưng đã không có hành động cho đến khi 40 trước Công nguyên, khi Pacorus, hỗ trợ cho tướng La Mã đào ngũ Quintus Labienus chinh phục một phần lớn của Syria và Tiểu Á, nhưng đã bị đánh bại và bị giết bởi Ventidius trong năm 38 trước Công nguyên. Orodes, người đã bị ảnh hưởng sâu sắc bởi cái chết của người con trai hào hiệp của ông, bổ nhiệm con trai Phraates IV của ông kế nhiệm, nhưng ngay sau đó bị giết bởi ông ta.